# Gadgoli, Ron
Gadgoli là một làng thuộc tehsil Ron, huyện Gadag, bang Karnataka, Ấn Độ.